# Granallatge

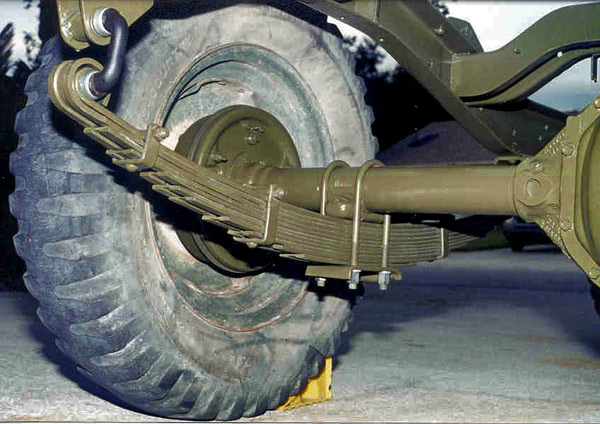
Suspensió de ballesta. El granallatge dels elements elàstics n'augmenta molt la vida útil.

El granallatge o perdigonatge és un procés industrial consistent en la projecció a alta velocitat (mitjançant aire comprimit) de petites esferes metàl·liques sobre peces també metàl·liques de forma que es provoquin un aplec de deformacions plàstiques en la superfície de les peces, amb el resultat final de tensions de compressió residuals.
El granallatge i el sorrejament són molt semblants. El granallatge es basa en l'impacte dels perdigons. En el sorrejament se cerca aprofitar l'efecte d'abrasió de l'abrasiu. Aquest darrer sistema provoca més desgastament de material i més polseguera.

## Precedents
Un precedent històric del perdigonatge es pot trobar en els procediments més sofisticats de fabricació d'agunes armes de tall, especialment les espases.
Una de les fases finals de la fabrició d'espases, just abans de la neteja i poliment finals, consistia en un repicatge de tota la fulla amb un martell de bola o una eina similar. Així es provocava una deformació plàstica controlada de la superfície i que aqueixa restés amb tensions de compressió superficials. Els artesans espasers no coneixien les teories modernes de resistència de materials però, per via experimental, sabien que una espasa repicada era més resistent als xocs que rebia en combat.
De la primeria de la soldadura elèctrica fins al "descobriment" o justificació teòrica del "shoot peening", l'eliminació de l'escata protectora dels cordons de soldadura repicant amb un martell de soldador provocava efectes similars als del perdigonatge.

## Inicis del perdigonatge
El primer article tractant, específicament, del granallatge fou publicat a Alemanya el 1929. La primera patent fou concedida el 1934, també a Alemanya, però no fou aplicada comercialment.
Als Estats Units i cap al 1930 alguns enginyers de la companyia Buick, fent recerques de manera independent, s'adonaren que les molles granallades tenien una resistència a la fatiga molt més gran que les molles no granallades. El primer estudi publicat a Amèrica fou el de F.P.Zimmerli (1940) però els estudis més aprofundits foren els de John Almen.
La primera aplicació industrial documentada fou a càrrec de la firma Opel el 1936, amb el granallatge de les molles de vàlvules de motors.
Als Estats Units, John Almen va patentar una màquina per a granallar i una prova per a determinar la intensitat del granallatge basada en la proveta que duu el seu nom (proveta Almen). Durant la Segona Guerra Mundial va encoratjar l'ús del granallatge en la indústria aeronàutica.